# (200235) 1999 VK17
(200235) 1999 VK17 es un asteroide perteneciente al cinturón de asteroides, descubierto el 2 de noviembre de 1999 por el equipo del Spacewatch desde el Observatorio Nacional de Kitt Peak, Arizona, Estados Unidos.

## Designación y nombre
Designado provisionalmente como 1999 VK17.

## Características orbitales
1999 VK17 está situado a una distancia media del Sol de 2,524 ua, pudiendo alejarse hasta 2,698 ua y acercarse hasta 2,349 ua. Su excentricidad es 0,068 y la inclinación orbital 1,999 grados. Emplea 1464,70 días en completar una órbita alrededor del Sol.

## Características físicas
La magnitud absoluta de 1999 VK17 es 15,7.